# Joan Weldon
Joan Weldon (eigentlich Joan Louise Welton; * 5. August 1930 in San Francisco, Kalifornien; † 11. Februar 2021 in Fort Lauderdale, Florida) war eine US-amerikanische Schauspielerin und Sängerin. Bekanntheit erlangte sie durch ihre Rolle als Dr. Patricia Medford im SciFi-Horrorfilm Formicula sowie durch Western der 1950er Jahre.

## Leben
Joan Weldon wurde 1930 in San Francisco geboren und von ihrer Großmutter aufgezogen, nachdem sie ihre Mutter im Alter von fünf Jahren verlor. Sie machte ihren Schulabschluss an der Galileo High School und begann anschließend eine Laufbahn als Sängerin im Chor der San Francisco Opera sowie an der Los Angeles Civic Light Opera. Ihren ersten und einzigen Auftritt am Broadway hatte Weldon in der Hauptrolle der Countess Elena De Koeberg im Musical Kean.
1953 hatte Joan Weldon einen Auftritt als Sängerin im Radioprogramm The Standard Hour von NBC. Im selben Jahr gab sie ihr Filmdebüt in der weiblichen Hauptrolle im Film noir The System. Anschließend wurde Weldon bis 1954 bei Warner Brothers unter Vertrag genommen, für die sie mehrere Filme drehte. Die meisten davon waren Western, in denen sie oftmals die weibliche Hauptrolle spielte. Ihre bekannteste Rolle war jedoch die der Dr. Patricia Medford im Science-Fiction-Horrorfilm Formicula von 1954.
Nach dem Auslaufen ihres Vertrages mit Warner Brothers spielte Weldon vorwiegend als Gaststar in Fernsehserien, darunter in Cheyenne, Perry Mason, Have Gun – Will Travel und Maverick. 1958 beendete sie ihre Filmkarriere nach einer Nebenrolle im Drama Bevor die Nacht anbricht und wendete sich anschließend wieder der Bühne zu, wo sie noch bis 1980 als Schauspielerin tätig blieb.
Joan Weldon war seit 1966 mit Dr. David Podell verheiratet. Das Paar hat eine 1968 geborene Tochter und lebte zeitweise in New York, ehe es nach Fort Lauderdale zog. Dort starb Weldon am 11. Februar 2021 im Alter von 90 Jahren.

## Filmografie (Auswahl)
- 1953: The System
- 1953: So This Is Love
- 1953: Der schweigsame Fremde (The Stranger Wore a Gun)
- 1954: Die siebente Nacht (The Command)
- 1954: Der Sheriff ohne Colt (The Boy from Oklahoma)
- 1954: Dieser Mann weiß zuviel (Riding Shotgun)
- 1954: Formicula (Them!)
- 1954: Tief in meinem Herzen (Deep in My Heart)
- 1955: Wenn man Millionär wär (The Millionaire, Fernsehserie, eine Folge)
- 1957: Von allen Hunden gehetzt (Gunsight Ridge)
- 1957: Cheyenne (Fernsehserie, eine Folge)
- 1957: Perry Mason (Fernsehserie, eine Folge)
- 1958: Die letzte Kugel (Day of the Badman)
- 1958: Have Gun – Will Travel (Fernsehserie, eine Folge)
- 1958: Maverick (Fernsehserie, eine Folge)
- 1958: Shirley Temple’s Storybook (Fernsehserie, eine Folge)
- 1958: Bevor die Nacht anbricht (Home Before Dark)